# La Terremoto de Alcorcón
María José Charro Galán, conocida artísticamente como Pepa Charro o La Terremoto de Alcorcón (Madrid, 17 de septiembre de 1977), es una cantante, actriz y vedette cómica española.

## Biografía
Nació en Madrid y se crio en la localidad onubense de La Palma del Condado, de donde era su madre. En su infancia estudió en el Colegio Trinitarias de Alcorcón. 
El grupo Diabéticas Aceleradas la fichó en 1999. Vivió en Palma de Mallorca, donde regentó el bar Flexas junto a Xavi de las Heras y Fernando Estrella, excomponente del grupo Peor Impossible donde también militaba la popular Rossy de Palma.
Se hizo conocida en España por sus parodias de canciones como Can't get you out of my head de Kylie Minogue (Me estoy poniendo morá) o Hung Up de Madonna (Time goes by con Loli), de la que sacó un videoclip imitando a la cantante estadounidense. También ha versionado a Michael Jackson en Thriller o a Beyoncé Knowles en Crazy in love, entre otros.
En 1999, editó su primera casete Versiones originales. La versión de Love is in the air la popularizó en la capital llegando a sonar en desfiles de Lanvin en París. Acompañó en 2004 a Pedro Almodóvar junto a las Diabéticas Aceleradas al Festival de Cannes en la presentación de La mala educación, y en Madrid en la de Volver.
En 2006, presentó Sin afeitar (I will survive) de Gloria Gaynor y para el verano Me voy pa Benidorm (Walking on sunshine) de Katrina & The Waves. Durante el año 2006, participó como colaboradora en el magacín nocturno D-Calle, presentado por Cayetana Guillén Cuervo en La 2. Además, ha colaborado en diversos programas de televisión como El perro verde, El show de los Morancos, AR, Sálvame, MQM, Donde estás corazón, Sabor a ti, 9 de cada 10, Dolce Vita y el popular último programa de La 2 Carta blanca entre otros.
Participó en tres ediciones del FIB, presenta desde el año 2000 los Premios Shangay y actuó en diversas ocasiones en el Carnaval de Las Palmas de Gran Canaria y la Gala Drag de dicha ciudad. En verano de 2007, y por encargo de la Organización del Europride, presentó su primer single (himno oficial del Orgullo Gay Europeo que tenía lugar en Madrid), ¡Libérate!, del que se lanzaron versiones en varios idiomas: inglés, catalán, francés, italiano y castellano. En 2008, La Terremoto lanzó una nueva canción, He's my man, y escribió y coprodujo la obra de teatro Precios populares que es dirigida por Antonia San Juan. Fue cabeza de cartel del Arraial 2009, el Orgullo gay de Lisboa. También actuó en Nueva York, México, Buenos Aires, París, Londres, Milán, Turín, Amberes, etc.
Pregonera de la ciudad que le da su nombre, Alcorcón, también lo ha sido de Palma de Mallorca, San Fernando de Henares y Arroyomolinos. El 24 de junio de 2016, en el día de La Palma del Condado, se le hizo entrega de la Medalla de La Palma a la Cultura y las Artes por su trayectoria profesional, que la convierte en palmerina ilustre.
Rodó una película, aún inédita, que ha escrito, producido e interpretado entre las ciudades de Nueva York, Houston y México titulada Arroz movie[cita requerida] y trabajó en El Molino (Barcelona) como vedette principal.

## Filmografía

### Películas
| Año  | Título                                 | Personaje            | Director              | Notas            |
| ---- | -------------------------------------- | -------------------- | --------------------- | ---------------- |
| 2002 | Piedras                                | Irene                | Ramón Salazar         | Papel secundario |
| 2002 | Aro Tolbukhin. En la mente del asesino | Dada                 | Agustí Villaronga     | Papel principal  |
| 2005 | 20 centímetros                         | Graziella            | Ramón Salazar         | Papel secundario |
| 2005 | Slow Food                              | Pepa                 | Miguel Ángel Llompart | Cortometraje     |
| 2005 | Liquid                                 | Rosa                 | David Mataró          | Cortometraje     |
| 2006 | Volando voy                            | Puta                 | Miguel Albaladejo     | Papel menor      |
| 2007 | ¡¡¡Todas!!!                            | Sebastiana           | José Martret          | Cortometraje     |
| 2008 | Jodienda Warrick                       | Lydia                | Fernando Gamero       | Cortometraje     |
| 2009 | Tú eliges                              | Cajera               | Antonia San Juan      | Papel menor      |
| 2011 | Marranadas                             | Pepa Charro          | Antoni Aloy           | Papel principal  |
| 2013 | Los amantes pasajeros                  | Piluca               | Pedro Almodóvar       | Papel secundario |
| 2013 | Presentimientos                        | Hortensia            | Santiago Tabernero    | Papel secundario |
| 2013 | La vuelta a la tortilla                | Pepa                 | Paco León             | Cortometraje     |
| 2015 | Truman                                 | Vecina               | Cesc Gay              | Papel menor      |
| 2019 | Lo nunca visto                         | Rosa                 | Marina Seresesky      | Papel secundario |
| 2019 | Padre no hay más que uno               | Profesora preescolar | Santiago Segura       | Papel menor      |
| 2023 | La novia de América                    | Tía Regina           | Alfonso Albacete      | Papel secundario |

### Series de televisión
| Año         | Título                   | Personaje                | Cadena      | Notas       |
| ----------- | ------------------------ | ------------------------ | ----------- | ----------- |
| 2005        | Urgensias                | Paqui Derma              | IB3         | 1 episodio  |
| 2012        | Carta a Eva              | Marquesa de Huétor       | La 1        | 2 episodios |
| 2012 - 2013 | Fenómenos                | Anais López              | Antena 3    | 9 episodios |
| 2013        | Esposados                | Yolanda                  | Telecinco   | 7 episodios |
| 2014        | Aída                     | Doña Carmen              | Telecinco   | 1 episodio  |
| 2014        | Con el culo al aire      | Margarita                | Antena 3    | 1 episodio  |
| 2014        | Nico & Sunset            | Maribel                  | TV3         | 4 episodios |
| 2016        | Còmics                   | La Terremoto de Alcorcón | TV3         | 1 episodio  |
| 2017        | El Ministerio del Tiempo | Leocadia                 | La 1        | 1 episodio  |
| 2018        | Paquita Salas            | Recepcionista            | Netflix     | 1 episodio  |
| 2018        | Arde Madrid              | Mujer Dragón             | #0          | 1 episodio  |
| 2019        | Mai neva a Ciutat        | La Terremoto de Alcorcón | IB3         | 1 episodio  |
| 2023        | Nacho                    | Juani                    | Atresplayer | 6 episodios |
| 2024        | Un nuevo amanecer        | Ella misma               | Atresplayer | 4 episodios |

### Programas de televisión
| Año       | Título                           | Cadena    | Notas        |
| --------- | -------------------------------- | --------- | ------------ |
| 2006      | D-Calle                          | La 2      | Colaboradora |
| 2013-2014 | Se enciende la noche             | Telecinco | Colaboradora |
| 2017      | El gran reto musical             | TVE       | Invitada     |
| 2017      | MasterChef                       | TVE       | Invitada     |
| 2017      | Fantastic dúo                    | TVE       | Comentarista |
| 2017      | Me resbala                       | Antena 3  | Colaboradora |
| 2017-2018 | Tu cara me suena                 | Antena 3  | Concursante  |
| 2018      | Homo Zapping                     | Neox      | Invitada     |
| 2019      | La mejor canción jamás cantada   | TVE       | Intérprete   |
| 2019      | Niquelao!                        | Netflix   | Presentadora |
| 2020      | MasterChef Celebrity             | TVE       | Concursante  |
| 2020      | Typical Spanish                  | TVE       | Invitada     |
| 2021      | Dos parejas y un destino         | TVE       | Invitada     |
| 2022      | Los miedos de...                 | Cuatro    | Concursante  |
| 2022      | Esta noche gano yo               | Telecinco | Concursante  |
| 2022-2023 | MasterChef Especial Navidad      | La 1      | Concursante  |
| 2023      | Vamos a llevarnos bien           | La 1      | Colaboradora |
| 2025      | Maestros de la costura Celebrity | La 1      | Concursante  |
| 2026      | DecoMasters                      | La 1      | Concursante  |

### Teatro
| Año         | Título            | Personaje                | Notas           |
| ----------- | ----------------- | ------------------------ | --------------- |
| 2008        | Precios populares | La Terremoto de Alcorcón | Papel principal |
| 2008 - 2010 | El Molino         | Vedette                  | Papel principal |
| 2012 - 2019 | The Hole Zero     | Vedette                  | Papel principal |

## Discografía

### Álbumes
- 1999 - Versiones originales
- 2005 - Confesiones tiradas por el suelo de la discoteca
- 2007 - ¡Libérate! (himno de la Europride 2007)

### Sencillos
- 1999 - Love is in the air
- 1999 - Pretty Woman
- 1999 - Francisco Alegre
- 2005 - Me estoy poniendo morá ("Can't get you out of my head")
- 2006 - Time goes by con Loli ("Hung Up")
- 2006 - Sin afeitar ("I will survive")
- 2006 - Enagená ("Let me out")
- 2007 - ¡Libérate!
- 2007 - Me han echao los reyes un ipod de 80 gigas ("Two Hearts")
- 2008 - He's my man
- 2008 - Navidazer ("Womanizer")
- 2009 - Muñeca "made in" Alcorcón ("Poupée de cire, poupée de son")
- 2009 - Lifting ("I gotta feeling")
- 2009 - Osa ("Loba")
- 2010 - 502 ("All the lovers")
- 2013 - ¡Muévelo, perra! ("Work B*tch!")
- 2017 - 212 Flores (212)